# Abdelali Daraa
Abdelali Daraa (arabisch عبد العالي درعة, DMG ʿAbd al-ʿĀlī Darʿa; * 25. April 1990 in Casablanca) ist ein marokkanischer Amateurboxer und Olympiateilnehmer von 2012. Er boxt im Halbfliegen- und Fliegengewicht. Seit 2016 boxt er für die Atlas Lions in der World Series of Boxing (WSB).

## Boxkarriere
Daraa gewann 2011 eine Bronzemedaille bei den Arabischen Meisterschaften in Katar und die Silbermedaille bei den Afrikanischen Meisterschaften in Kamerun. Er startete daraufhin bei den Weltmeisterschaften 2011 in Aserbaidschan, besiegte im Vorrundenkampf Denis Kosaruk, Ukraine (16:7), scheiterte aber im zweiten Kampf an Salman Əlizadə, Aserbaidschan (12:16).
2012 erreichte er den zweiten Platz bei der Afrikanischen Olympiaqualifikation in Marokko und durfte somit an den Olympischen Spielen 2012 in London teilnehmen, wo er jedoch im ersten Kampf gegen Thomas Essomba, Kamerun (10:13) ausschied. Mit 22 Jahren und 98 Tagen war er zudem der jüngste marokkanische Teilnehmer dieser Spiele. 2013 gewann er nach Halbfinalniederlage gegen Vincenzo Picardi, Italien (0:3), eine Bronzemedaille bei den Mittelmeerspielen in der Türkei.
2014 gewann er die Silbermedaille bei den Militärweltmeisterschaften in Kasachstan. Nach Siegen gegen Hyok Han-Chol, Nordkorea (13:10), Julião Neto, Brasilien (3:0), und Fang Bo, China (2:1), unterlag er erst im Finale gegen Olschas Sattibajew (0:3), Kasachstan.
2015 gewann er eine Bronzemedaille bei den Militärweltspielen in Südkorea. Nach Siegen gegen Masud Jusifsade, Aserbaidschan (2:1) und Ronny Beblik, Deutschland (2:1), schied er im Halbfinale gegen Karen Arutjunjan, Russland (0:3) aus. Die Islamic Solidarity Games 2017 beendete er mit einer Silbermedaille und startete bei den Afrikameisterschaften 2017 in der Republik Kongo, wo er erst im Viertelfinale knapp mit 2:3 gegen Sankuru Nkolomoni, DR Kongo, ausschied. Er qualifizierte sich damit für die Weltmeisterschaften 2017 in Deutschland, wo er im ersten Kampf gegen Niall Farrell verlor.